# Max Planck Digital Library

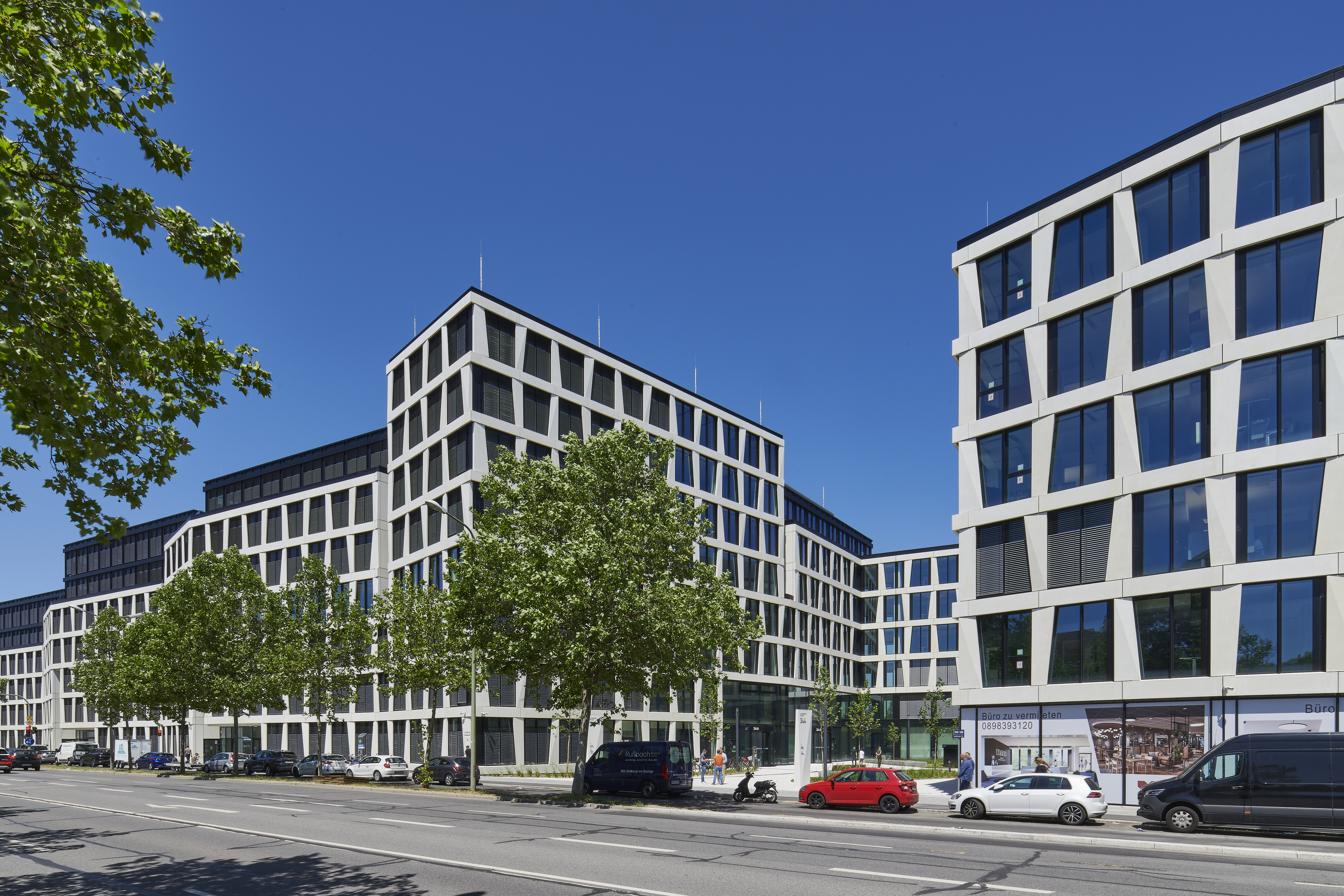
Niederlassung der Max Planck Digital Library in der Landsberger Straße 346 in München.

Die Max Planck Digital Library (MPDL) ist eine zentrale Einrichtung der Max-Planck-Gesellschaft in der Landsberger Straße 346 in München. Sie unterstützt Wissenschaftler aller Max-Planck-Institute in den Feldern Informationsversorgung, Publikationsdienstleistungen und Forschungsdatenmanagement. Aufgabe der MPDL ist es, Forschern der MPG einen optimalen Zugang zu wissenschaftlichen Informationen zu ermöglichen, eine nachhaltige Infrastruktur für das wissenschaftliche Informationsmanagement bereitzustellen und die MPG in ihrer Open-Access-Politik zu unterstützen.
Die MPDL gehört zu den größten Beziehern von wissenschaftlicher Information in Europa. Sie organisiert den Zugang zu verschiedensten wissenschaftlichen Zeitschriften, E-Books, Fachdatenbanken und umfangreichen Open-Access-Publikationsdienstleistungen. Gemeinsam mit den Bibliotheken an den Max-Planck-Instituten „stellt sie eine exzellente Versorgung mit wissenschaftlichen Informationen und Publikationsmöglichkeiten sicher“.

## Mission
Aufgabe der MPDL ist es, Wissenschaftler der Max‐Planck-Gesellschaft in den Max-Planck-Instituten und Forschungsstellen im In- und Ausland zu unterstützen und mit Services in den Feldern Informationsversorgung, Publikationsdienstleistungen, Forschungsdatenmanagement, innovativen Tools und Services für die Grundlagenforschung auf natur- und geisteswissenschaftlichen Gebieten auszustatten.
Die MPDL stellt unter anderem einen Zugang zu wissenschaftlichen Informationen her sowie eine Infrastruktur für das wissenschaftliche Informationsmanagement bereit und unterstützt die Max‐Planck-Gesellschaft in ihrer Open-Access-Politik. Außerdem ist sie für die Entwicklung und den Betrieb von Informationssystemen und für die strategische und strukturelle Weiterentwicklung des wissenschaftlichen Informationswesens in der MPG verantwortlich. Sie gehört zu den größten Beziehern von wissenschaftlicher Information in Europa.
Ferner fungiert die MPDL als zentraler Ansprechpartner und als Kompetenzzentrum für Fragen des wissenschaftlichen Informationsmanagements innerhalb der Max-Planck-Gesellschaft.
Die MPDL versteht sich als eine der vier zentralen IT-Service-Einrichtungen der Max-Planck-Gesellschaft (MPDL, MPCDF, IKT und GWDG), mit denen sie in Zusammenarbeit das Gesamtportfolio der zentralen IT-Service-Leistungen für die MPG erbringt. Die MPDL bildet zugleich gemeinsam mit den Institutsbibliotheken das Bibliothekswesen der MPG, wobei sie nach dem Subsidiaritätsprinzip Aufgaben nur dann bearbeitet, wenn dadurch ein echter Mehrwert erzielt wird.
Bei der MPDL handelt es sich daher um keine Bibliothek im herkömmlichen Sinne, sondern um eine Serviceinfrastruktur, die einen wesentlichen Beitrag zur Wettbewerbsfähigkeit der Max‐Planck-Gesellschaft im internationalen Wissenschaftsbetrieb leistet.

## Tätigkeitsbereiche
Die Kernaktivitäten der MPDL liegen in der Bereitstellung technischer Lösungen sowie in der Sicherstellung und Optimierung des Zugangs zu wissenschaftlichen Informationen für die Wissenschaftler der Max-Planck-Institute durch die Schaffung einer entsprechenden Infrastruktur für die Speicherung von Daten, die Veröffentlichung von Forschungsergebnissen und für die netzbasierte wissenschaftliche Zusammenarbeit. Die MPDL ist außerdem für die Entwicklung und den Betrieb von Informationssystemen und für die strategische und strukturelle Weiterentwicklung des wissenschaftlichen Informationswesens in der MPG verantwortlich. Sie fungiert somit als zentraler Ansprechpartner und als Kompetenzzentrum für Fragen des wissenschaftlichen Informationsmanagements innerhalb der Max-Planck-Gesellschaft.
Diese Tätigkeitsbereiche teilen sich innerhalb der MPDL in drei Bereiche auf:

### Information
Durch die Arbeit des Bereichs MPDL Information stellt die MPDL den Forschern an den Max-Planck-Instituten die meisten für die MPG relevanten Informationsressourcen wie Zeitschriften und Datenbanken in reibungsloser und wirtschaftlicher Weise zur Verfügung. Hier werden alle Aktivitäten gebündelt, die mit der Lizenzierung, der Verwaltung und der Bereitstellung von elektronischen Informationsressourcen für das wissenschaftliche Arbeiten verbunden sind (Grundversorgung). Zu den Aufgabenschwerpunkten gehören Verlags- bzw. Anbieterkontakte und Verträge, Informationsmanagement und die Verwaltung elektronischer Ressourcen, die Betreuung und Entwicklung von Datenbanken und Zugangssystemen (Informationsrecherche) sowie Mitarbeit an den Open Access Zielsetzungen der Max-Planck-Gesellschaft. Der Bereich betreut zahlreiche gut eingeführte Systeme und Services und arbeitet besonders intensiv mit den Informationsvermittlungsstellen und Bibliotheken der Max-Planck-Institute zusammen.

### Collections
In ihrem Bereich MPDL Collections betreut die MPDL Datensammlungen und Anwendungssysteme im Arbeitsumfeld des wissenschaftlichen Informationsmanagements. Ein Schwerpunkt ist dabei Betrieb und Unterstützung des institutionellen Publikationsrepositoriums der Max-Planck-Gesellschaft (MPG.PuRe). Dieses ist Grundlage für die Suchmaschinensichtbarkeit der MPG-Publikationen, unverzichtbares Korrektiv für verschiedene bibliometrische Datenbanken sowie Datenlieferant für zahlreiche MPG-Webseiten, Anwendungen und Berichte wie das MPG Jahrbuch. Darüber hinaus werden eine Reihe von Software-Suiten gewartet und produktive Anwendungssysteme rund um Forschungsdaten betrieben und unterstützt. Als Grundlage werden in Zusammenarbeit mit den Max-Planck-Instituten nachhaltige Anwendungsszenarien mit entsprechenden Betriebskonzepten entwickelt. Der Bereich unterstützt Planungen und Policies zum Forschungsdatenmanagement und bringt dabei seine Expertise im Umgang mit einer Vielzahl von digitalen Formaten, Metadaten- und Harvesting-Standards sowie mit der Sammlung und Aufbereitung von Daten ein.

### Digital Labs
Mit den Kompetenzen des Bereichs MPDL Digital Labs unterstützt die MPDL die Institute der Max-Planck-Gesellschaft mit modernen Tools für Wissenschaftler, zeitgemäßen Infrastrukturen sowie Informationen zu neuen Services. Die Aufgabe des Bereichs ist es, einen konstanten Fluss neuartiger Technologien sicherzustellen, um innovative und nachhaltige Dienstleistungen für alle Max Planck Wissenschaftler zu generieren. Digital Labs implementiert neue und nachhaltige Werkzeuge durch Weiterentwicklung zeitgemäßer Ideen und Technologien, um Anforderungen zu erfüllen, die durch eine stetige Weiterentwicklung wissenschaftlicher Arbeitsumgebung entsteht. Mit diesem Ansatz werden Konzepte und Services entwickelt, die Benutzerautonomie ermöglichen, den offenen Austausch zwischen Wissenschaftlern fördern sowie der Forschung zugutekommen. Insbesondere mit der Blockchain-Initiative bloxberg zielt der Bereich darauf ab, Forschern dezentrale sowie autonome Services zur Verfügung zu stellen und somit die Zusammenarbeit der internationalen Wissenschaftsgemeinschaft zu unterstützen. Sowohl Entwicklung als auch Einsatz von innovativen Werkzeugen und Infrastrukturen generieren einen Wettbewerbsvorteil für die MPG.

## Ausgewählte Services

### bloxberg
bloxberg ist die erste globale Blockchain-Initiative für die Wissenschaft. bloxberg besteht aus einem Konsortium internationaler Wissenschaftsinstitutionen, die es sich zum Ziel gemacht haben, eine dezentrale Infrastruktur für wissenschaftliche Anwendungen weltweit aufzubauen und die Zusammenarbeit zwischen der globalen wissenschaftlichen Gemeinschaft zu fördern. Die MPDL gilt als Initiatorin von bloxberg und vertritt die Max-Planck-Gesellschaft aktiv im Konsortium.

### «collective»
«collective» ist eine webbasierte Plattform, die es Projektpartnern ermöglicht in einem kollaborativen Arbeitsbereich zusammenzuarbeiten. Arbeitsbereiche können hierarchisch strukturiert werden, so dass es Bereiche für das gesamte Institut, aber auch für bestimmte Abteilungen, Gruppen oder Teams etc. geben kann. Projektpartner können somit weltweit interagieren und Daten, Ergebnisse, Ideen, Pläne, Konzepte und Visionen zu kommunizieren, teilen, diskutieren und kommentieren. «collective» ist eine angepasste Version der Open-Source-Software Open Atrium.

### Edmond
Bei Edmond handelt es sich um ein Forschungsdaten-Repositorium für alle Forscher der Max-Planck-Gesellschaft. Es dient zur Veröffentlichung von Forschungsdaten aller Wissenschaftsdisziplinen. Edmond ermöglicht die sichere Bereitstellung, Beschreibung, Dokumentation, Verknüpfung, Veröffentlichung und Archivierung aller Arten von Daten. Es wird jede Definition von Metadaten-Profilen unterstützt. Edmond kann auch verwendet werden, um Rohdaten für die Weiterverwendung durch andere Forscher bereitzustellen.

### iThenticate
iThenticate ist ein Service, der der Überprüfung von Plagiaten dient. Er erleichtert die Identifizierung und Zuordnung von Materialien, die ein unbeabsichtigtes Plagiat enthalten können. Autoren wird die Möglichkeit geboten, sicherzustellen, ob sie ihre Quellen ausreichend zitiert haben. iThenticate vergleicht Dokumente mit veröffentlichten Forschungsartikeln von globalen wissenschaftlichen, technischen und medizinischen Verlagen sowie Web-Inhalten.

### Keeper
Keeper ist ein Service, der zur Aufbewahrung, Archivierung und dem Austausch mit Daten dient. Projektdaten können synchronisiert und gemeinsam genutzt werden. Darüber hinaus werden Dateien innerhalb der Max-Planck-Infrastruktur gespeichert und archiviert, wofür leistungsstarke Algorithmen zur Daten-Synchronisierung und eine integrierte Dateiverschlüsselung sorgen. Dabei versichert die MPDL, dass die Speicherung der Daten nach den Archivierungsvorschriften der MPG sowie der Deutschen Forschungsgemeinschaft zur Sicherstellung einer „guten wissenschaftlichen Praxis“, eingehalten werden.

### Labfolder
Labfolder ist ein Service, der Forschungsdaten erfassen, integrieren und verwalten kann. Mit dieser ELN-Software (Electronic Laboratory Notebook) können Forscher die wissenschaftliche Dokumentation mühelos handhaben und dabei viel Unterstützung bei der Einhaltung akademischer Standards erhalten.